# Iglesia de Santa María (Ondárroa)
La iglesia de Santa María o de la Natividad de Ondárroa es un templo católico ubicado en la localidad vizcaína de Ondárroa en el País Vasco (España). Es un notable edificio que se alza sobre la ría del río Artibai en un promontorio rocoso con una relevante cimentación sobre arcadas que le dan un carácter definitorio muy fuerte. 

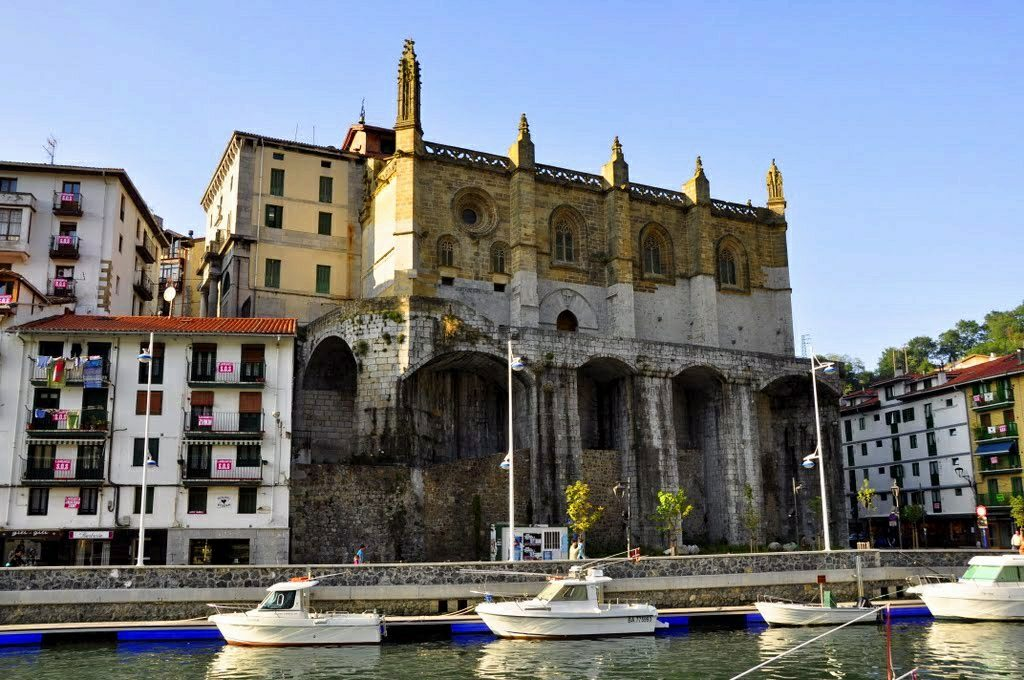
Fachada sur de la iglesia de santa María de Ondarroa.

Gótica tardía aunque no puede ser enclavada en el gótico vasco, data de 1462 o 1480, la caracterizan las esculturas de estilo borgoñón que la coronan, conocidas popularmente como kortxeleku mamuak o El cortejo y toda una serie de gárgolas y rosetones. Los muros están recorridos por una cenefa con motivos florales y animales sobre la que se levanta una crestería con motivos geométricos. Los ventanales conforman un cuerpo de luces espectacular, estando calificado como el más destacado de la arquitectura medieval vizcaína. En su interior tiene un retablo mayor plateresco, que cubre otro gótico realizado en piedra. Rodea el edificio un paseo de ronda que recibe el nombre de korreta, en la parte superior hay otro paseo, donde se encuentran esculturas de estilo borgoñón, que recibe el nombre de kortxela.

## El edificio
Asentado sobre unas grandes arcadas, que han servido para el amarre de embarcaciones hasta comienzos del siglo XX (todavía se pueden ver las argollas donde se ataban los barcos) y rodeado por el paseo de ronda, llamado korreta el edificio de la iglesia de santa María es un gran cubo de planta casi cuadrada construido en sillería de caliza y arenisca con una altura de más de 33 metros.
Sin cabecera marcada consta de tres naves, más alta y ancha la mayor, y cuatro tramos que se definen por seis grandes pilares de planta cruciforme de estilo renacentista, que tapan las columnas góticas, sostienen las bóvedas. Las laterales son de albañilería asistas mientras que la central, al estilo gótico, es octopartitas de nervios. Tras el retablo mayor se halla un retablo gótico labrado en piedra  en el que están representados los escudos de León y Castilla, Vizcaya y Ondárroa.
El cuerpo de luces es el más destacado de la arquitectura medieval vizcaína con una gran cantidad de ventanales de circulares y apuntalados con una gran riqueza ornamentaría a base de tracerías y tallas de estilo gótico tardío.
Los muros está decorados por una cenefa con temas florales y animales y gárgolas y rematados por una balaustrada decorada con motivos geométricos y los remates de los contrafuertes coronados por pináculos labrados con figuras humanas en su cumbre, que anteriormente pudieron formar parte de otro "Cortejo". 
La fachada sur cuenta con una puerta de estilo ojival con la clave ornamentada por una gran cruz, bajo la cornisa se abren tres ventanales y un bello óculo  de estilo ojival en cuya clave se representa el Pantocrator con tiara y la bola del mundo, en dos círculos concéntricos se representan el Sol y la Luna. En la fachada norte hay otro acceso por una puerta, también ojival, sobre la cual hay un escudo del reino de Castilla por lo que se cree que contaba con la protección de la Corona castellana. Este muro carece de ventanales pero está coronado por una bella barandilla con chapiteles y recorrido por una crestería.
En la fachada este el tramo central de la balaustrada está ocupado por una secuencia de tallas de busto y medio cuerpo que se asoman sobre la crestería justo encima de la cabecera. Es un conjunto de personajes, que reciben el nombre de "El Cortejo" y popularmente "kortxeleku mamuak" (en castellano, "los fantasmas de la corchela"), donde se aprecian 12 personajes bajomedievales masculinos y femeninos, de izquierda a derecha, representan al rey, el pífano, un músico con rabel, un peregrino y una peregrina, dos ballesteros, una nodriza, la reina, un monje, un doncel y un caballero ataviados según la moda flamenco borgoñona de finales del siglo XV. 
En 1744 se reformó totalmente el interior del edificio. Está reforma corrió de la mano de Ignacio Ibero y le dio el aspecto actual. Se estima que anteriormente sería una iglesia de tipo columnaria, pero no es posible determinarlo con certeza.
Se estima que la edificación se realizó hacia los años 1462 o 1480 y se estima que lo realizó algún maestro flamenco o borboñes.
A finales del siglo XIX, en 1860, se añadió sobre la fachada oeste la edificación de la casa consistorial, realizada en piedra caliza con grandes soportales, balcón escudo y reloj. Tras ella en la cubierta se ubica el campanario, donde además de las campanas, se ubica la sirena que anuncia la entrada a puerto de los barcos y su carga (dependiendo de la misma se da un número de toques concretos).

## El mobiliario

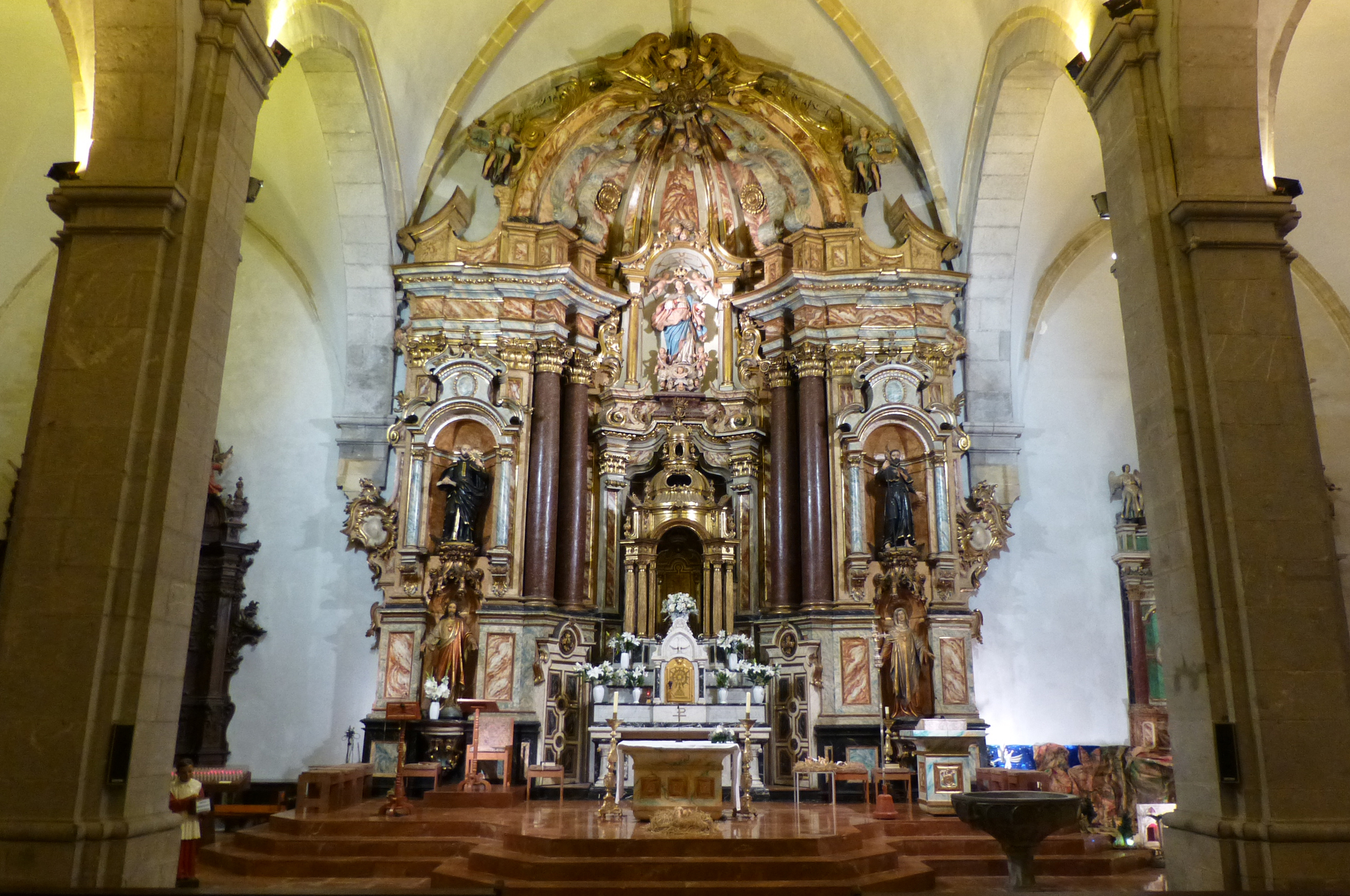
Retablo del altar mayor de Santa María de Ondárroa.

El retablo del altar mayor, que cubre uno anterior tallado en piedra, es de estilo rococó y está realizado en madera policromada en una traza compleja de tipo cóncavo convexa. La calle mayor está definida por grandes columnas marmoleas, en el centro está ubicada la imagen de la Asunción, junto a ellas hay figuras de dos santos jesuitas que datan, como la virgen sobre el año 1770.
A los lados hay otros también rococós. El retablo de las ánimas tiene la mejor talla de la iglesia, un San Miguel situado en el ático del mismo de estilo hispano-flamenco realizado sobre el año 1515. A los pies de la antigua capilla bautismal se ubica el retablo de San Andrés que cuenta con una figura de Santa Catalina de estilo y data similar a la de San Miguel.
La pila bautismal de estilo gótico de finales del siglo XV realizada en piedra negra y con un diámetro de 1,35 metros es la pieza más relevante del templo.
En la sacristía se guarda una custodia gótica, su labra es parecida a la comisa exterior del templo.

## Las campanas
En el campanario de la  Iglesia de Santa María hay siete campanas, la más antigua es la llamada "Santa Clara y Santísima Trinidad"  que se fundió en el año 
1667, la mayor es la llamada "Santa María" que tiene un diámetro de 129 cm y un peso de unos 766 kg, la "Nuestra Señora de la Asunción" es la siguiente mayor con un diámetro de 121 cm y un peso de unos 631 kg.
- Campanas[4]

Santa María
Fecha de fundición: 1895
Fundición: DELTA ESPAÑOL
Diámetro: 54 cm.
Altura de bronce: 49 cm.
Peso: 91 kg.
Tipo de yugo: Hierro.
Toque: automatizado.
Volteo: automatizado
Santa Clara y Santísima Trinidad
Fecha de fundición: 1667 1864 (refundición)
Fundición: desconocida
Diámetro: 74 cm.
Altura de bronce: 73 cm.
Peso: 235 kg.
Tipo de yugo: Hierro.
Toque: automatizado.
Volteo: automatizado
Santa María
Fecha de fundición: 1839
Fundición: DE LA HOYA I, ANTONIO
Diámetro: 75 cm.
Altura de bronce: 79 cm.
Peso: 244 kg.
Tipo de yugo: Hierro.
Toque: automatizado.
Volteo: automatizado
Santa María
Fecha de fundición: 1916
Fundición: MURUA, HIJOS DE (VITORIA)
Diámetro: 129 cm.
Altura de bronce: 100 cm.
Peso: 776 kg.
Tipo de yugo: Hierro.
Toque: automatizado.
Volteo: no puede voltear.
Nuestra Señora de la Asunción
Fecha de fundición: 1882
Fundición: SISTEMAS BLANDOS DE CATIONES
Diámetro: 121 cm.
Altura de bronce: 102 cm.
Peso: 632 kg.
Tipo de yugo: Hierro.
Toque: automatizado.
Volteo: no puede voltear.
Santa María 
Fecha de fundición: 1885
Fundición: 	MURUA, HIJOS DE (VITORIA)
Diámetro: 65 cm.
Altura de bronce: 65 cm.
Peso: 159 kg.
Tipo de yugo: Hierro.
Toque: Sin uso.
Volteo: Sin uso.
Observación: está ubicada en la korreta.
Kampaia (Campana del reloj)
Fecha de fundición: ¿?
Fundición: desconocido.
Diámetro: 40 cm.
Altura de bronce: 40 cm.
Peso: 37 kg.
Tipo de yugo: Hierro.
Toque: automatizado Es la campana del reloj.
Volteo: no puede voltear.
En Ondárroa se realiza, actualmente con mucha menos frecuencia, el "toque de agonía" que se suele tocar después de la muerte de alguien, aunque anteriormente se hacía antes de la misma.  La agonía se realiza solamente con la campana grande de sonido agudo, tocando una serie de tañidos con una duración discrecional tras lo cual se dan otros dos toques más reposados si se trata de una mujer; tres, si es un hombre y cinco, si es un miembro del clero.

## Leokadi
Entre las figuras que componen "El Cortejo", el grupo de "Kortxeleko mamuak" está Leokadi. La leyenda cuenta que Leokadi era una mujer del pueblo que fue castigada convirtiéndola en piedra. Se cree que cuida a los ondarreses. 
Desde finales del siglo XX las fiestas comienzan oficialmente con la bajada de Leokadi de la kortxela al pueblo y acaban con el regreso a su sitio. Tanto en el acto de bajada como el de subida  se realiza con un diálogo entre Leokadi con una persona del pueblo dónde se hace un resumen de los hecho relevantes que han sucedido durante el año, en elde bajada, y los surdidos durante la fiesta, en la subida.